# Fotografia di moda

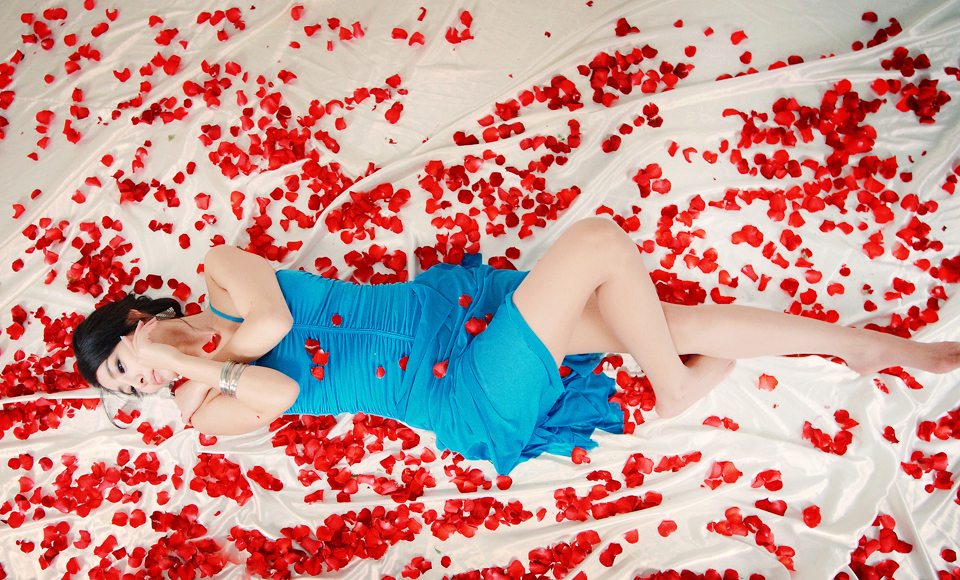
Fotografia di moda ispirata a una scena del film American Beauty.

La fotografia di moda, o fotografia fashion, è un genere fotografico il cui scopo è quello di ritrarre e valorizzare capi di abbigliamento, accessori ed altri oggetti legati alla moda. La fotografia di moda è principalmente sfruttata per campagne pubblicitarie o servizi in riviste di moda come Vogue, Harper's Bazaar, Elle, Vanity Fair, Marie Claire, W, Glamour, Mademoiselle, L'Officiel o Allure. Nel corso del tempo, la fotografia di moda ha sviluppato una propria estetica, in cui gli abiti e la moda sono valorizzati da altri elementi presenti nella fotografia.

## Storia

La contessa Virginia Oldoini di Castiglione, fotografata da Pierre-Louise Pierson (c. 1863/66)

La fotografia nacque intorno al 1830, ma le prime tecniche di sviluppo, come la dagherrotipia, non permettevano la possibilità di stampare grandi quantità di foto. Nel 1856, Adolphe Braun pubblicò un book fotografico contenente 288 fotografie di Virginia Oldoini, contessa di Castiglione, una nobildonna toscana alla corte di Napoleone III per conto del Regno di Sardegna. Le foto ritraevano la contessa nei suoi abiti di corte ufficiali, e resero la nobildonna la prima modella di fotografie di moda.
Nel primo decennio del XX secolo, l'avanzamento tecnologico permise la stampa di fotografie nelle riviste. Fotografie di moda apparvero per la prima volta nella rivista francese La mode pratique. Nel 1909, Condé Nast rilevò la rivista Vogue e contribuì all'evolversi della fotografia di moda. Una particolare enfasi fu posta nel creare gli ambienti per le fotografie, un processo iniziato dal barone Adolf de Meyer, che fotografava i propri modelli nei loro ambienti naturali. Vogue fu immediatamente seguita dalla rivista Harper's Bazaar, e le due riviste rimasero indiscussi leader nel settore per tutti gli anni venti e trenta. Alcuni fotografi, specializzatisi nel genere, Edward Steichen, George Hoyningen-Huene, Horst P. Horst e Cecil Beaton trasformarono la fotografia di moda in una forma d'arte, che si andò raffinando principalmente in Europa, ed in particolar modo in Germania.
Con l'inizio della seconda guerra mondiale, l'attenzione si spostò negli Stati Uniti, dove si fecero largo i nomi di alcuni fotografi come Irving Penn, Martin Munkácsi, Richard Avedon e Louise Dahl-Wolfe che diedero un'ulteriore svolta al modo di approcciarsi alla fotografia di moda, abbandonando gli schemi e le pose rigide, dando maggiore libertà ai soggetti dei loro lavori, che venivano ritratti in pose più naturali e "sportive". Sotto la direzione di Alexey Brodovitch, lo stile fotografico di Harper's Bazaar divenne lo standard per tutte le riviste a venire. Nella Londra dell'immediato dopoguerra, John French fu il pioniere di un nuovo stile di fotografia di moda ideale per le riproduzioni sui quotidiani, che coinvolgeva l'utilizzo di luci naturali riflesse e contrasti lievi.
Fra i più celebri fotografi di moda si possono citare Richard Avedon, Helmut Newton, Bruce Weber, Francesco Scavullo, Herb Ritts, ed in anni più recenti Steven Klein, Patrick Demarchelier, Steven Meisel, Mario Testino, Peter Lindbergh, Jean-François Lepage, Mario Sorrenti, Gilles Bensimon, Ellen von Unwerth, Arthur Elgort ed Annie Leibovitz.
Se si volge lo sguardo alla scena italiana, fra i fotografi più rappresentativi possiamo ricordare Willy Rizzo, Gian Paolo Barbieri, Alberta Tiburzi, Paolo Curto, Giovanni Gastel.
Un libro sulla storia della fotografia in italiano è La fotografia di moda. Tra immagine e rappresentazione, di Gabriella Rodriguez e Nicola Scontrino, edito da Elea Press.